# 푸싱
푸싱(Pushing→밀기)는 축구에서 손이나 발로 상대방을 밀거나 찌르거나 하는 행위로 반칙이 되면서 상대방에게 직접 프리킥이 주어진다.